# Tetraschalis mikado
Tetraschalis mikado là một loài bướm đêm thuộc họ Pterophoridae. Nó được tìm thấy ở Nhật Bản (Honshu, Kyushu).
Chiều dài cánh trước là 11–13 mm.